# ببرها (فیلم ۲۰۲۰)
ببرها (سوئدی: Tigrar) فیلم درام زندگی‌نامه‌ای ورزشی به نویسندگی و کارگردانی رونی ساندال محصول سال ۲۰۲۰ سوئد است. این فیلم بر پاایه رمان در سایه سن سیرو اثر مارتین بنگتسون ساخته شده است. این فیلم برای شرکت در بخش جایزه اسکار بهترین فیلم بین‌المللی نود و چهارمین دوره جوایز اسکار به‌عنوان نمایندهٔ کشور سوئد معرفی شد، اما به فهرست نامزدهای نهایی راه پیدا نکرد.
نخستین نمایش جهانی این فیلم در ۳۰ ژانویه ۲۰۲۱ در جشنواره فیلم گوتنبرگ بود و سپس در ۲۷ اوت همان سال در سینماهای سوئد اکران شد.

## داستان
این فیلم روایتگر بخشی از زندگی حرفه‌ای مارتین بنگتسون بازیکن فوتبال سوئدی است، که در سن ۱۶ سالگی به یک باشگاه بزرگ ایتالیایی فروخته شد و رویای کودکی‌اش به یک کابوس تبدیل شد.